# Distretto di Ban Luang
Il distretto di Ban Luang (in thailandese: บ้านหลวง) è un distretto (amphoe) della Thailandia, situato nella provincia di Nan.